# Phytosciara pseudohalterata
Phytosciara pseudohalterata är en tvåvingeart som beskrevs av Mohrig, Roschmann och Björn Rulik 1999. Phytosciara pseudohalterata ingår i släktet Phytosciara och familjen sorgmyggor.
Artens utbredningsområde är Nepal. Inga underarter finns listade i Catalogue of Life.